# Scolops stonei
Scolops stonei är en insektsart som beskrevs av Breakey 1929. Scolops stonei ingår i släktet Scolops och familjen Dictyopharidae. Inga underarter finns listade i Catalogue of Life.